# 森ともみ
森 ともみ（もり ともみ、本名：森 友美（読みは同じ）、1987年1月26日 - ）は、日本の元モデル、タレント、レースクイーン、グラビアアイドル。
セントラルジャパン所属。2010年3月末までアヴィラに所属していた。シスターモデルズ所属時には森下 芽衣（もりした めい）という芸名で活動していた。愛称は「もりりん」「森ちゃん」。キャッチコピーは「ぽわわん系手玉使い」。

## プロフィール
- 愛知県海部郡出身。弟が1人いる[2]。
- 身長162cm、B82、W57、H86。血液型はA型。
- 名古屋文理大学中退。
- 華道を習っている。
- 2010年4月3日ブログにて「あたしは芸能のお仕事を離れることにしました。」と3月末で引退したことを発表した(そのブログは削除)。
- 2012年に本名の「森友美」として活動を再開する。
- 2013年、故郷の愛知県へ戻り、稲沢市の盆栽家に弟子入りして庭師・盆栽家になるべく修行を始める。[3][4]。

## 出演

### テレビ番組
- TA☆RO（中京テレビ） - 2007年5月頃まで出演していたが、東京進出のために番組を卒業。
- 『ぷっ』すま（テレビ朝日） - 2008年7月15日放送分『彼女が水着に着替えたら』に出演。
- ポシュレ（日本テレビ）
- アバンギャル道（あっ!とおどろく放送局）
- 宇宙一せまい授業! （あっ!とおどろく放送局）
- 京都とりっぷ（テレビ愛知、2012年10月-12月）

### CM
- ブテナロック（久光製薬）
- ナガシマスパーランド

### イメージガール
- WIN SUZUKIレーシングチーム（スズキ・MotoGP）レースクイーン
- 2009エンドレスレディ[1]

### 雑誌
- 近代盆栽「近盆インタビュアー・森友美が行く!」（近代出版・2014年3月号～）[5]

## リリース作品

### DVD
- i-doll〜幸せな笑顔〜（2007年9月22日、トリコ）
- RQ360（2007年10月24日、マジカル）
- TOMOMI（2007年12月19日、フォーサイド・ドットコム）